# يسوع بن فابوس
يسوع بن فابوس، (بالعبرية: יהושע בר פיאבי)، هو الكاهن الأعظم لليهود في الفترة من 30 ق م حتى 23 ق م.
خلف أنانسليوس وأزاله هيرودس من منصبه، وعيّن والد زوجته ماريان الثانية، سمعان بن بوثيس كرئيس للكهنة.